# Oktober 2013
Portal Geschichte | Portal Biografien | Aktuelle Ereignisse | Jahreskalender | Tagesartikel

◄ |
20. Jahrhundert |
21. Jahrhundert

◄ |
1980er |
1990er |
2000er |
2010er
| 2020er | 2030er | 2040er

◄ |
2009 |
2010 |
2011 |
2012 |
2013
| 2014 | 2015 | 2016 | 2017 | ►

◄ |
Juli 2013 |
August 2013 |
September 2013 |
Oktober 2013 |
November 2013 |
Dezember 2013 |
Januar 2014 |
►
Dieser Artikel behandelt tagesbezogene Nachrichten und Ereignisse im Oktober 2013.

## Tagesgeschehen

### Dienstag, 1. Oktober 2013

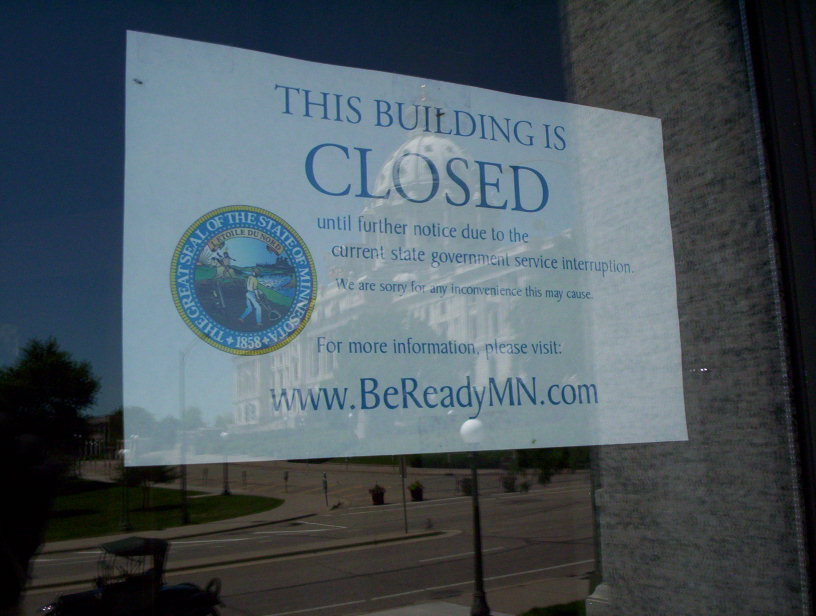
Government Shutdown

- Kronach/Deutschland: Der Hersteller von Unterhaltungs- und Kommunikationstechnik Loewe meldet Insolvenz an.[1]
- Unterbreizbach/Deutschland: Bei einem Grubenunglück in einem Bergwerk der K+S AG kommen drei Bergleute ums Leben.[2]
- Washington, D.C./Vereinigte Staaten: Nachdem man sich im Kongress nicht auf die Verabschiedung eines Haushalts einigen konnte, beginnt am 1. Oktober der 18. Government Shutdown in der Geschichte der Vereinigten Staaten.

### Mittwoch, 2. Oktober 2013
- Banjul/Gambia: Die gambische Regierung erklärt mit sofortiger Wirkung die Mitgliedschaft im Commonwealth of Nations für beendet.[3]
- Jefferson County/Vereinigte Staaten: Bei einem Busunglück auf der „Interstate 40“ zwischen Dandridge und White Pine in Tennessee sterben mindestens acht Menschen, zwölf weitere werden teilweise schwer verletzt.[4]
- Köln/Deutschland: 21. Verleihung des Deutschen Fernsehpreises im Coloneum.[5]
- San José/Vereinigte Staaten: Unbekannte Hacker erbeuten nach einem Hacking bei der Software-Firma Adobe Kreditkartendaten, Kundennummern und Passwörter von 2,9 Millionen Kunden.[6]
- Stuttgart/Deutschland: Eine örtliche linksextreme Gruppe zerstört Teile der Ausstellung „Die heile Welt der Diktatur? Herrschaft und Alltag in der DDR“ der Bundesstiftung zur Aufarbeitung der SED-Diktatur.[7]
- Stuttgart/Deutschland: Das Oberlandesgericht stellt fest, dass Verdachtsberichterstattung in der Wikipedia nicht vom Presserecht geschützt ist und die Verfasser sich nicht auf einen Aktualitätsbezug berufen können. Entsprechende Passagen müssen daher bei Beschwerden aus der Wikipedia entfernt werden.[8][9]

### Donnerstag, 3. Oktober 2013
- Ilupeju/Nigeria: Beim Absturz eines Flugzeugs vom Typ Embraer EMB 120 der Associated Airlines auf dem Flug von Lagos nach Akure sterben sechzehn Menschen.[10]
- Lampedusa/Italien: Bei einem Schiffbruch von Flüchtlingen aus Somalia und Eritrea vor der Küste der Isola dei Conigli sterben mindestens 133 Menschen.[11]

### Freitag, 4. Oktober 2013
- Dublin/Irland: Volksabstimmung zur Abschaffung des Senats und zur Einrichtung eines zusätzlichen Appellationsgerichtshofes
- Straßburg/Frankreich: Die Parlamentarische Versammlung des Europarats verurteilt Russland wegen Verstoßes gegen die Versammlungsfreiheit und die Meinungsäußerungsfreiheit, nachdem dort das Gesetz „gegen Homo-Propaganda“ erlassen wurde.[12]

### Samstag, 5. Oktober 2013
- Balad/Irak: Bei einer Anschlagsserie auf schiitische Pilger im Adhamiyah Distrikt sterben mindestens 66 Menschen.[13]
- Chihuahua/Mexiko: Bei einem Unglück auf der Extreme Airshow im El Rejon Park sterben mindestens acht Menschen.[14]
- Tripolis/Libyen: Der Libyer und mutmaßliche Spitzenmann der Terrororganisation al-Qaida Abu Anas al-Liby wird nach Ermittlungen zu den Anschlägen auf US-Botschaften in Kenia und Tansania im Jahre 1998 in Tripolis nach mehrjähriger Flucht gefasst.[15]

### Sonntag, 6. Oktober 2013
- Aqupampa/Peru: Bei einem Busunglück eines Expreso Antezana Hnos Reisebusses in der Region Huancavelica sterben mindestens 19 Menschen.[16]
- Damaskus/Syrien: Bei einem Granatenangriff auf das christliche Al-Kassaa Viertel wird die örtliche christliche Kirche zerstört und mindestens acht Menschen werden getötet.[17]
- Ismaila/Ägypten: Bei Ausschreitungen zwischen der Polizei und der Muslim-Bruderschaft sterben mindestens 53 Menschen.[18]
- Kundus/Afghanistan: Das Feldlager Kundus wird von der Bundeswehr an die afghanischen Sicherheitskräfte übergeben.[19]
- Qubuq/Irak: Bei einer Explosion zweier Autobomben vor einer Grundschule in Qabak und einer Polizeistelle in Tal Afar sterben mindestens 10 Menschen.[20]
- Sanaa/Jemen: Beim Besuch eines Supermarkts im Diplomatenviertel Hada wird ein Mitarbeiter der Deutschen Botschaft Jemens getötet.[21]

### Montag, 7. Oktober 2013

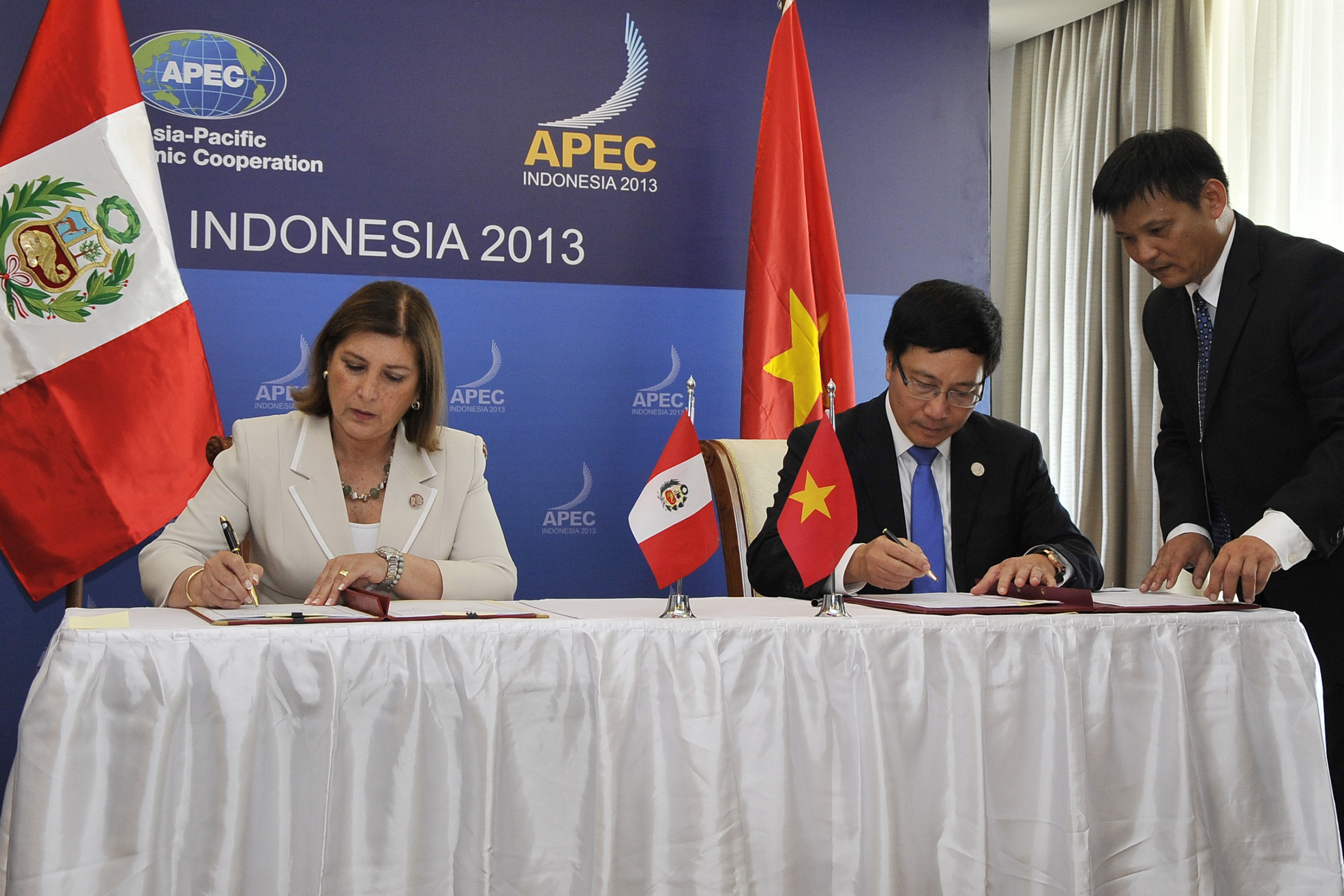
Peru und Vietnam schließen auf dem APEC-Gipfel bilaterale Abkommen

- Athen/Griechenland: Ein Gericht verurteilt den früheren Verteidigungsminister Akis Tsochatzopoulos wegen Geldwäsche und Bestechlichkeit.[22]
- Bali/Indonesien: Auf dem 25. Gipfel der Asiatisch-Pazifischen Wirtschaftsgemeinschaft APEC verabschieden die Teilnehmer u. a. einen Plan zum Ausbau der Infrastruktur. Das Fernziel der Mitglieder ist seit 1989 eine Freihandelszone.[23]
- Hongkong/China: Der farblose Diamant „Magnificent Oval Diamond“ erzielt bei seiner Versteigerung bei Sotheby’s einen Rekordpreis von 22,7 Millionen Euro.[24]
- Rafiah/Ägypten: Bei einer Explosion vor der Rafiah-Kaserne an der Grenze zum Gazastreifen sterben mindestens fünf Soldaten.
- Stockholm/Schweden: Das Karolinska-Institut gibt bekannt, James Rothman, Randy Schekman und Thomas Südhof mit dem Nobelpreis für Medizin auszeichnen zu wollen.[25]

### Dienstag, 8. Oktober 2013
- Addis Abeba/Äthiopien: Mulatu Teschome wird bei der Präsidentschaftswahl in Äthiopien 2013 zum neuen Präsidenten gewählt.
- Gazipur/Bangladesch: Bei einem Brand in einer Textilfabrik in der Dhaka Division sterben mindestens zehn Menschen.[26]
- Stockholm/Schweden: Der Belgier François Englert und der Brite Peter Higgs werden mit dem Nobelpreis für Physik von der Königlich-Schwedischen Akademie der Wissenschaften ausgezeichnet.[27]
- Washington, D.C./Vereinigte Staaten: Das Pentagon ernennt den Juristen Paul Lewis zum Sonderbeauftragten für die Schließung des Gefangenenlagers Guantánamo Bay.[28]

### Mittwoch, 9. Oktober 2013
- Baku/Aserbaidschan: Die Präsidentschaftswahl in Aserbaidschan 2013 gewinnt Amtsinhaber Alijew.[29]
- Stockholm/Schweden: Die US-Forscher Martin Karplus, Michael Levitt und Arieh Warshel werden in diesem Jahr den Chemie-Nobelpreis erhalten.[30]

### Donnerstag, 10. Oktober 2013

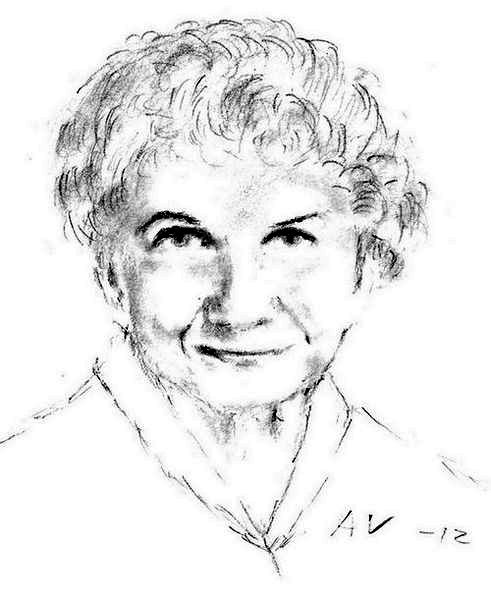
Alice Munro

- Hamburg/Deutschland: Die Staatsanwaltschaft erlässt einen Strafbefehl gegen den Limburger Bischof Franz-Peter Tebartz-van Elst.[31]
- Hamburg/Deutschland: Die Justizbehörde beschließt, dass der Jan-Philipp-Reemtsma-Entführer Thomas Drach nach mehr als 15 Jahren Gefängnis im Laufe des Monats aus dem Gefängnis entlassen wird.[32]
- Rohrdorf/Deutschland: Mit der Sprengung des MW-Senders Meßkirch-Rohrdorf verschwindet der letzte Sendemast des Bodenseesenders.[33]
- São Luís/Brasilien: Bei einer Gefängnisrevolte zwischen Gangs in der Vollzugsanstalt Pedrinhas sterben mindestens dreizehn Insassen.[34]
- Stockholm/Schweden: Die Kanadierin Alice Munro wird von der Königlich-Schwedischen Akademie der Wissenschaften mit dem Nobelpreis für Literatur ausgezeichnet.[35]
- Straßburg/Frankreich: Malala Yousafzai wird mit dem Sacharow-Menschenrechtspreis des Europaparlaments ausgezeichnet.[36]
- Tripolis/Libyen: Der Ministerpräsident Libyens, Ali Seidan, wurde am Morgen aus dem Corinthia Hotel entführt und Stunden später befreit.[37]

### Freitag, 11. Oktober 2013
- A'zāz/Syrien: Bei einem Luftangriff des Diktators Baschar al-Assad auf die Kleinstadt im Gouvernement Aleppo sterben mindestens 21 Menschen,[38] darunter der ehemalige deutsche U-17 Fußballnationalspieler Burak Karan.[39]
- Oslo/Norwegen: Das Nobelkomitee aus fünf Parteienvertretern zeichnet die Organisation für das Verbot chemischer Waffen mit dem Friedensnobelpreis aus.[40]
- Pano/Vietnam: Bei einer Explosion einer Feuerwerksfabrik auf dem Z121 Militärkomplex im Distrikt Phú Thọ sterben 21 Menschen.[41]

### Samstag, 12. Oktober 2013

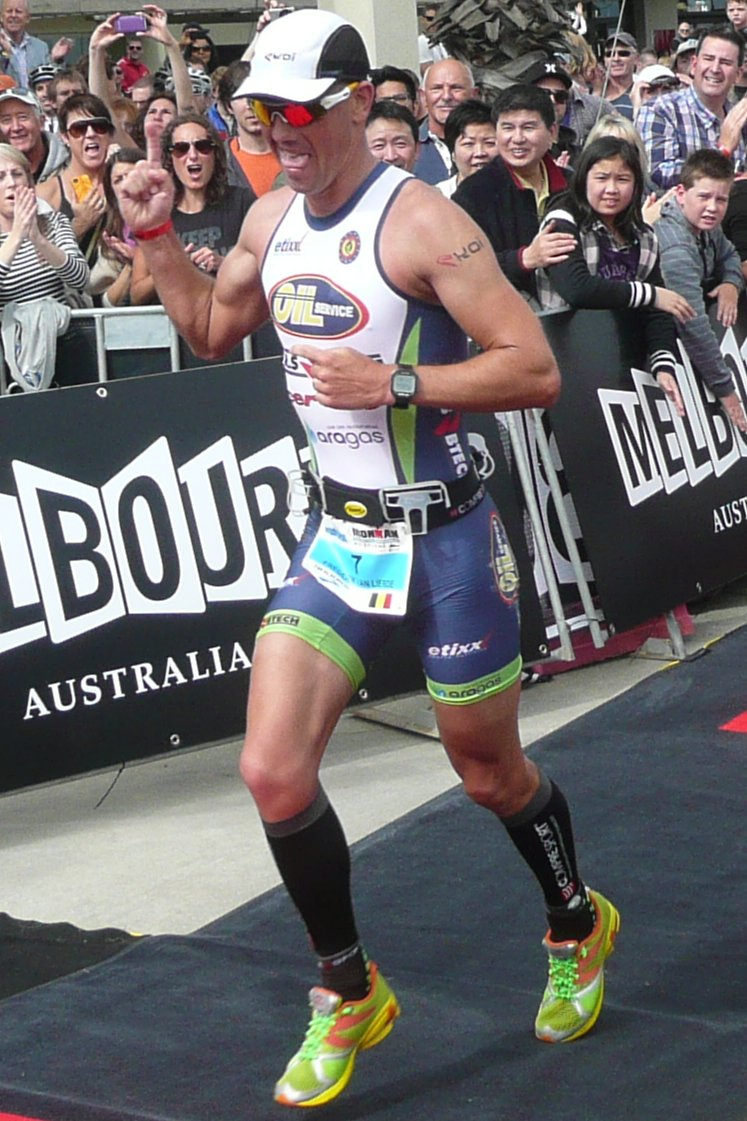
Frederik Van Lierde

- Distrikt Santa Teresa/Peru: Als ein zum Reisebus umgebauter Lkw vermutlich wegen eines Fahrfehlers oberhalb des Flusses Chaupimayo in der Region Cuzco von der Fahrbahn abkommt und eine Klippe hinunterstürzt, sterben 51 Menschen, darunter 14 Kinder. Es ist das Busunglück mit den meisten bekanntgewordenen Todesopfern weltweit seit dem Busunglück von Beaune, Frankreich, im Juli 1982.[42]
- Kailua Kona/Vereinigte Staaten: Der Belgier Frederik van Lierde gewinnt den Ironman auf Hawaii.[43]
- Macapá/Brasilien: Zwölf Menschen ertrinken bei einer Flussprozession zu Ehren der Jungfrau Maria im Amazonas-Gebiet im Bundesstaat Amapa.[44]
- Mopti/Mali: Beim Kentern eines Transportschiffes auf dem Niger sterben mindestens 32 Menschen.[45]
- Neu-Delhi/Indien: Durch den Riesen-Zyklon „Phailin“ sterben mindestens 23 Menschen.[46]
- Samarra/Irak: Bei einem Autobombenanschlag auf einem Wochenmarkt sterben mindestens 13 Menschen.[47]
- Valencia/Venezuela: Der amtierende Bürgermeister Edgardo Parra wird wegen eines Korruptionsverdachtes aus den Reihen der Vereinigten Sozialistischen Partei Venezuelas festgenommen.[48]

### Sonntag, 13. Oktober 2013

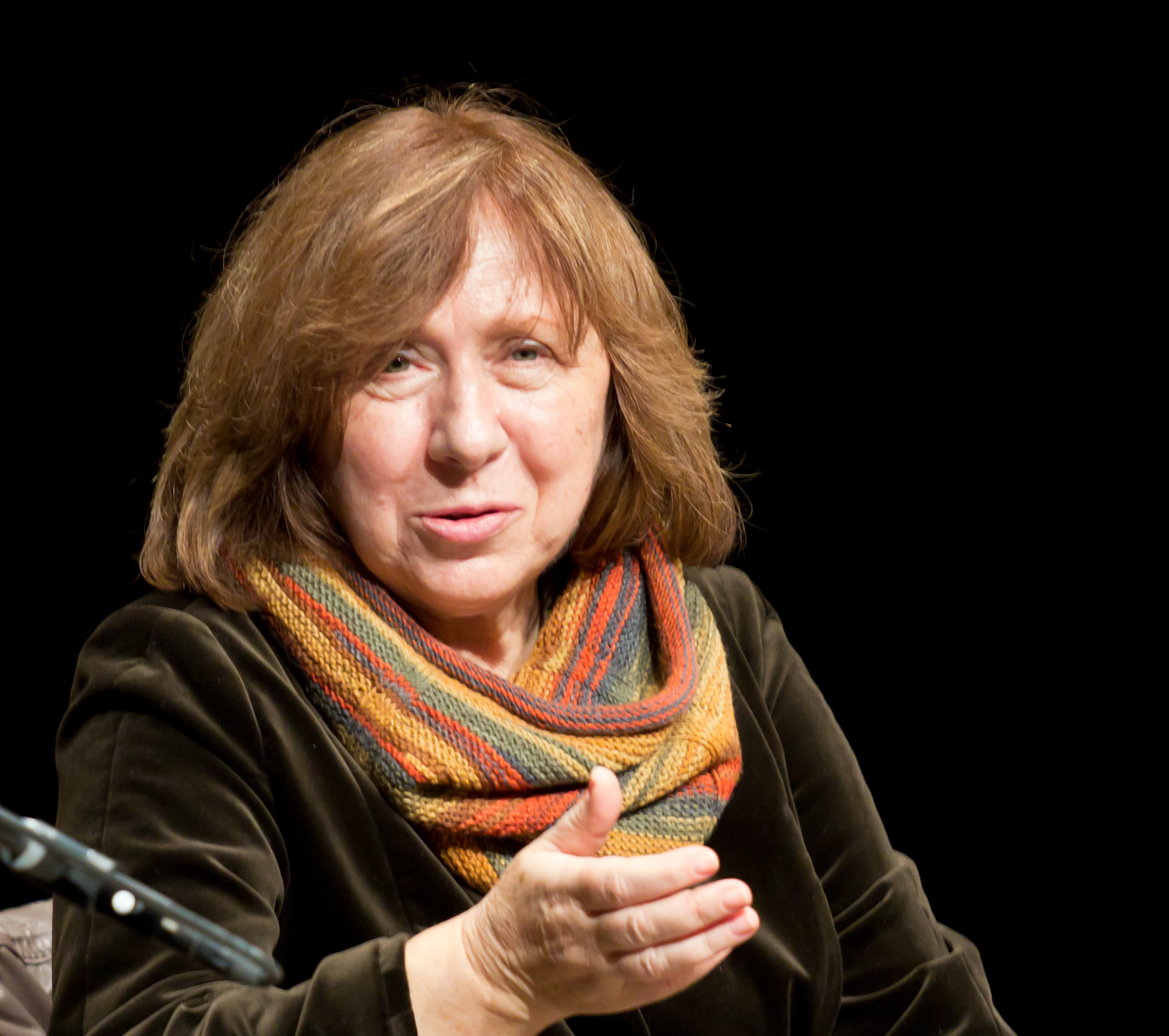
Swetlana Alexijewitsch

- Frankfurt am Main/Deutschland: Die belarussische Schriftstellerin Swetlana Alexijewitsch erhält den Friedenspreis des Deutschen Buchhandels.[49][50]
- Manila/Philippinen: Der Taifun Nari-13 kostet in Laos und auf den Philippinen mindestens 13 Menschen das Leben.[51]
- Ratangarh/Indien: Bei einer Massenpanik vor einem Hindu-Tempel im Distrikt Datia im Bundesstaat Madhya Pradesh sterben mindestens 60 Menschen.[52]

### Montag, 14. Oktober 2013

Mitgliedstaaten der Chemiewaffenkonvention
Unterzeichnet und ratifiziert
Beitretend
Unterzeichnet, aber nicht ratifiziert
Nicht unterzeichnet

- Brüssel/Belgien: Der somalische Piratenführer Mohammed „Afweyne“ Abdi Hassan und sein Stellvertreter Mohammed „Tiiceey“ Aden werden wegen Piraterie vor der Küste Somalias auf dem Flughafen Brüssel festgenommen.[53]
- Damaskus/Syrien: Die Regierung unterzeichnet die Chemiewaffenkonvention.[54]
- Los Cabos/Mexiko: Bei einem Flugzeugabsturz in der Provinz Baja California Sur, verursacht vom Tropensturm Octave, sterben 14 Menschen.[55]
- Sanya/China: Der Taifun Wipha richtet bei seinem Zug durch China, Japan und Vietnam verheerenden Schaden an.[56]
- Stockholm/Schweden: Eugene F. Fama, Lars Peter Hansen und Robert J. Shiller erhalten den Nobelpreis für Wirtschaftswissenschaften.[57]

### Dienstag, 15. Oktober 2013
- Freiburg/Deutschland: Ein Hochschulgremium der Universität Freiburg im Breisgau erkennt wegen Abschreibevorgängen dem Sportmediziner Hans-Hermann Dickhuth seinen Professorentitel ab.[58]
- Genf/Schweiz: Vertreter der Europäischen Union und des Iran beginnen Gespräche über das iranische Atomprogramm.[59]
- Kaunas/Litauen: Die bosnisch-herzegowinische Fußballnationalmannschaft qualifiziert sich durch ein 1:0 gegen Litauen erstmals für eine FIFA-Fußball-Weltmeisterschaft.[60]
- Köln/Deutschland: Verleihung des Deutschen Comedypreises im Coloneum.[61]
- London/Vereinigtes Königreich: Der Enthüllungsjournalist und Blogger Glenn Greenwald hört bei der britischen Zeitung The Guardian auf.[62]
- Machida/Japan: Der Taifun Wipha fordert auf der Insel Izu-Oshima mindestens 14 Menschenleben.[63]
- Pohang/Südkorea: Das unter panamaischer Flagge fahrende Cargoschiff Chenglu15 der chinesischen Reederei Lishen International Shipping sinkt vor dem Hafen von Pohang. Acht Personen sterben und drei Mitglieder der Besatzung werden vermisst.[64]
- San Pedro/Philippinen: Bei einem schweren Erdbeben der Stärke 7,1 in der Provinz Bohol sterben mindestens 47 Menschen.[65]
- Stockholm/Schweden: Die in Deutschland geborene Antje Jackelén wird zur Erzbischöfin der schwedischen Kirche gewählt.[66]

### Mittwoch, 16. Oktober 2013
- Basingstoke/Vereinigtes Königreich: Die CEO von Burberry Angela Ahrendts verkündet ihren Wechsel in den Vorstand von Apple im Sommer 2014.[67]
- Don Daeng/Laos: Beim Absturz einer ATR 72 der Lao Airlines sterben am Mekongfluss alle 49 Insassen, darunter 27 ausländische Touristen.[68]
- Oslo/Norwegen: Erna Solberg bildet die Regierung Solberg aus Konservativen und Rechtspopulisten. Die Mitte-rechts-Parteien hatten zuvor bei der Parlamentswahl am 9. September eine klare Mehrheit gewonnen.[69]

### Donnerstag, 17. Oktober 2013
- Berlin/Deutschland: Union und SPD beschließen die Aufnahme von Koalitionsverhandlungen zur Bildung einer großen Koalition auf Bundesebene.[70]
- New York/Vereinigte Staaten: Bei einer Versteigerung von Heritage Auctions werden handschriftliche Briefe und Aufzeichnungen des Bürgerrechtlers Martin Luther King für rund 130.000 Dollar versteigert.[71]
- Stavenhagen/Deutschland: Die Stadt in Mecklenburg-Vorpommern entzieht Adolf Hitler, Reichspräsident Paul von Hindenburg und NSDAP-Gauleiter Friedrich Hildebrandt die Ehrenbürgerschaft durch Streichung aus der Ehrenbürgerliste.[72]
- Washington, D.C./Vereinigte Staaten: In den USA haben sich Republikaner und Demokraten auf die Verabschiedung eines Übergangshaushalts und die Erhöhung der Schuldenobergrenze geeinigt. Damit ist ein Ende des Government Shutdown in Sicht und der drohende Staatsbankrott abgewendet.[73]

### Freitag, 18. Oktober 2013
- Berlin/Deutschland: Der Naturschutzbund NABU und der Landesbund für Vogelschutz wählen den Grünspecht zum Vogel des Jahres 2014.[74]
- Devizes/England: Das Auktionshaus Henry Aldridge & Son versteigert für 200.000 britische Pfund die Geige des Musikers Wallace Hartley, der sie beim Untergang auf der Titanic spielte.[75]
- Dscharamana/Syrien: Bei einer Explosion einer Autobombe sterben 16 Soldaten.[76]
- Kiel/Deutschland: Die Staatsanwaltschaft Kiel eröffnet ein Ermittlungsverfahren gegen Oberbürgermeisterin Susanne Gaschke wegen des Anfangsverdachts der Untreue.[77]
- Rennes/Frankreich: Die drei führenden somalischen Piraten Mohamed Mahamud, Abdelkader Osman Ali und Mahamud Abdi Mohamed werden für einen Überfall auf ein Segelschiff zu neun Jahren Haft verurteilt.[78]
- Rom/Italien: Wegen des Massakers an 117 italienischen Offizieren in Griechenland 1943 verurteilt das Militärgericht den früheren Wehrmachtssoldaten Alfred Stork zu lebenslanger Haft.[79]
- São Paulo/Brasilien: Bei einem Großbrand im Hafen von Santos werden sechs Zucker-Großlager von Copersucar zerstört.[80]

### Samstag, 19. Oktober 2013
- Berlin/Deutschland: Cem Özdemir und Simone Peter werden auf dem Parteitag der Grünen als Parteivorsitzende gewählt.[81]
- Berlin/Deutschland: Die Freie Universität Berlin ehrt Daniel Barenboim mit dem Freiheitspreis.[82]
- Buenos Aires/Argentinien: Bei der Entgleisung eines Personenzuges im Bahnhof Buenos Aires Once de Septiembre werden 99 Personen verletzt.[83]
- Gainford/Kanada: In Alberta entgleist ein Güterzug der Canadian National Railway, 13 Tankwagen mit Erdöl gehen in Flammen auf. Wegen des Feuers muss der Yellowhead Highway gesperrt werden.[84]
- Namur/Belgien: Beim Absturz eines Kleinflugzeugs mit einer Gruppe Fallschirmspringer an Bord sterben elf Menschen.[85]

### Sonntag, 20. Oktober 2013

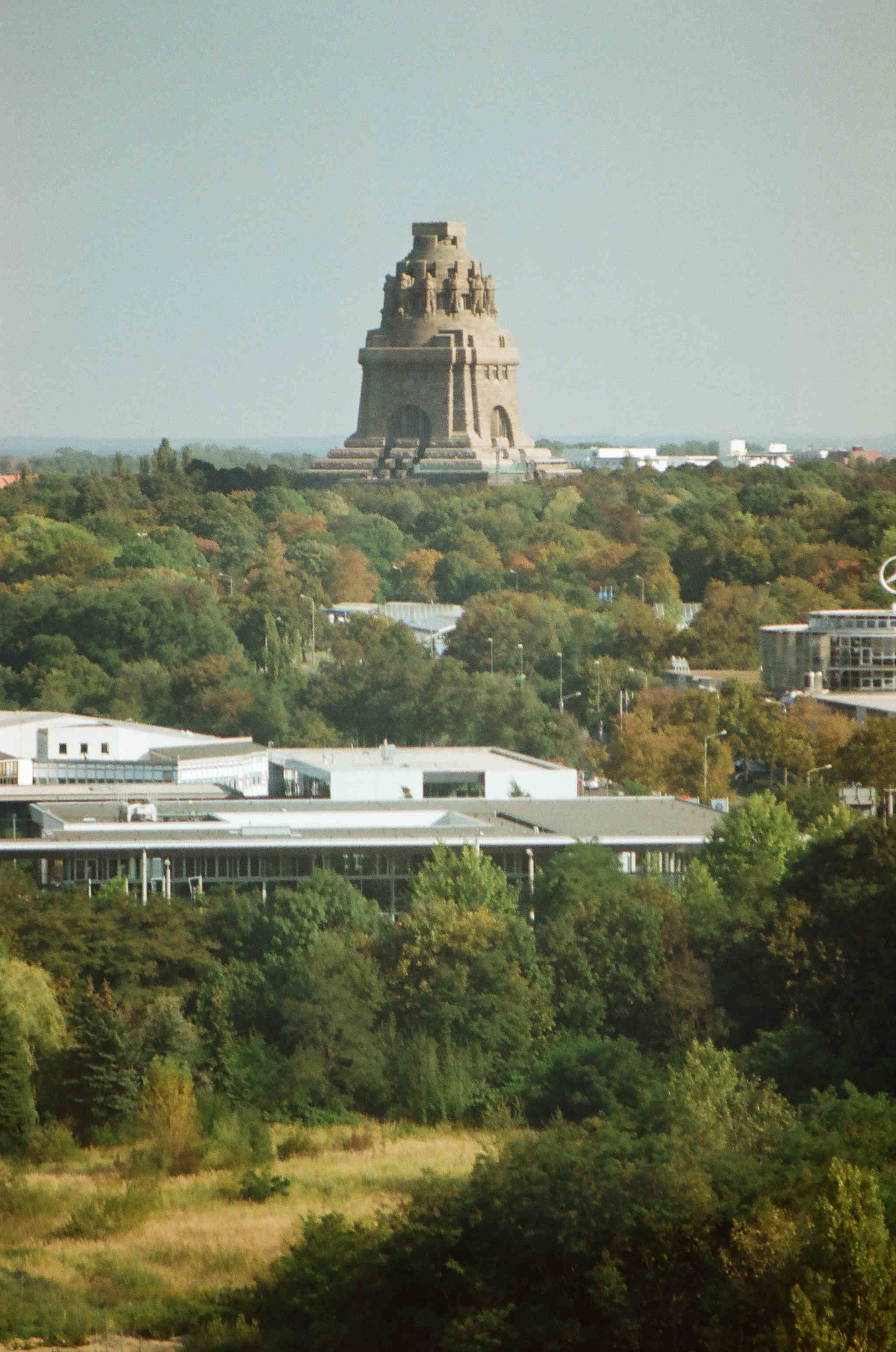
Völkerschlachtdenkmal

- Alexandria/Ägypten: Bei einem Angriff bewaffneter und vermummter Motorradfahrer auf eine christliche Hochzeit in der ältesten koptischen Kirche werden mindestens drei Menschen getötet und neun weitere verletzt.[86]
- Bagdad/Irak: Bei einem Terroranschlag auf ein Kaffeehaus im Schiiten-Viertel Al Amil sterben 55 Menschen.[87]
- Leipzig/Deutschland: Inszenierung der Völkerschlacht bei Leipzig am Völkerschlachtdenkmal zum 200. Jahrestag der Schlacht.[88]
- Luxemburg: Kammerwahl
- Podgorica/Montenegro: Erste „Gay-Pride-Parade“ in Montenegro.[89]
- Sydney/Australien: Der Premierminister Barry O’Farrell des Bundesstaates New South Wales ruft nach den anhaltenden Waldbränden in den Blue Mountains den Notstand aus und lässt Elektrizitätswerke abschalten.[90]

### Montag, 21. Oktober 2013
- Alagarno/Nigeria: Bei einer Militäroperation in Yobe werden 37 Boko-Haram-Mitglieder von den nigerianischen Streitkräften getötet.[91]
- Hamburg/Deutschland: Thomas Drach, der Jan Philipp Reemtsma entführte, wird nach mehr als 15 Jahren aus der Justizvollzugsanstalt Fuhlsbüttel mit einer elektronischen Fußfessel entlassen.[92]
- Sparks/Vereinigte Staaten: Bei einem Amoklauf in der Sparks Middle School bei Reno tötet ein Schüler einen Lehrer und verletzt zwei Schüler schwer. Anschließend tötet er sich selbst.[93]
- Wolgograd/Russland: Bei einer schweren Explosion in einem Bus durch eine Schwarze Witwe aus Dagestan sterben mindestens sechs Menschen, 30 weitere werden dabei verletzt.[94]

### Dienstag, 22. Oktober 2013

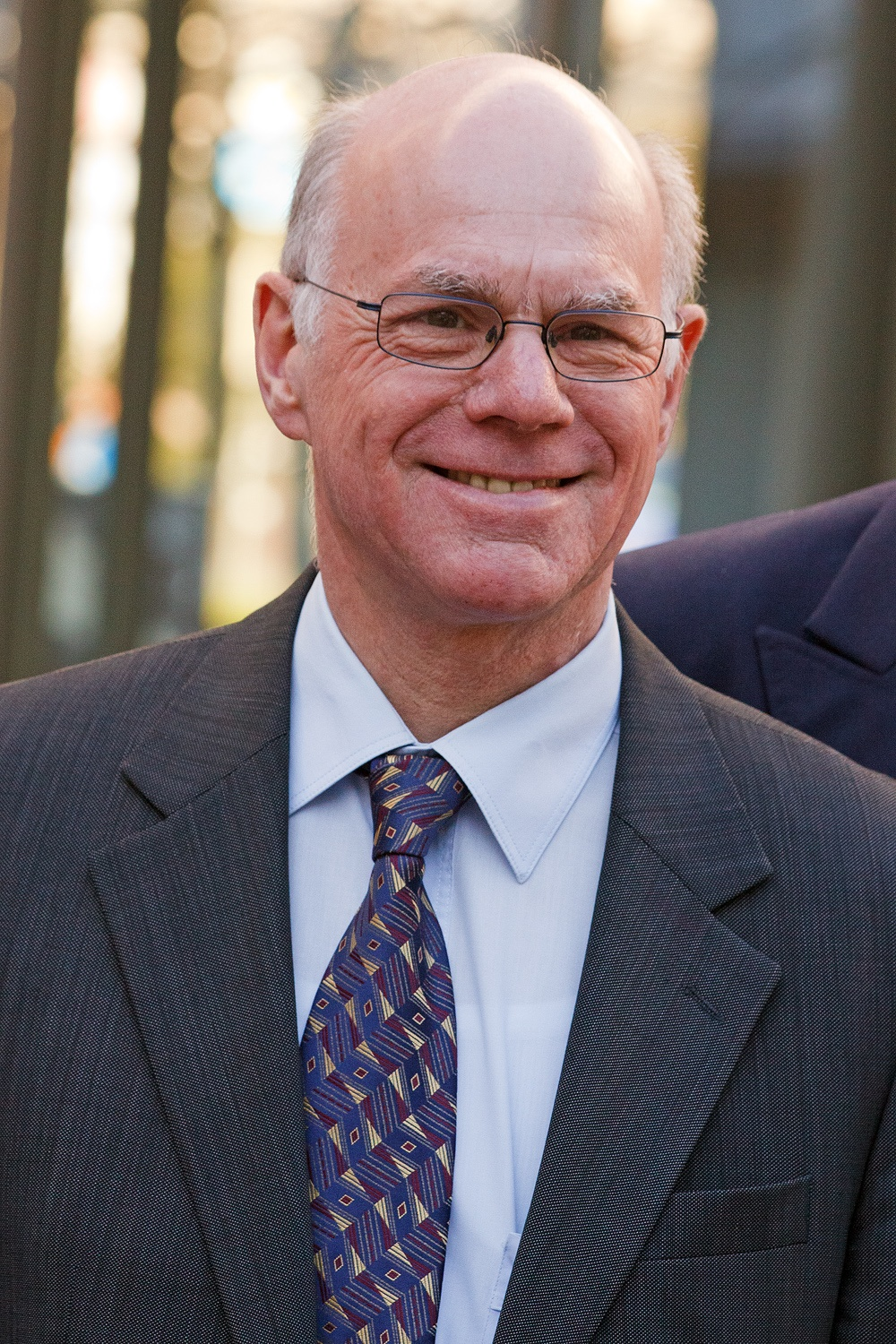
Norbert Lammert

- Ar-Rutba/Irak: Bei zwei Anschlägen auf Kontrollposten der Polizei und der Armee in der Provinz Al-Anbar werden mindestens 16 Menschen getötet.[95]
- Berlin/Deutschland: Der 18. Deutsche Bundestag wählt den CDU-Politiker Norbert Lammert zum Bundestagspräsidenten.[96]
- Braunschweig/Deutschland: Das Sozialgericht Braunschweig entscheidet, dass Jugendliche, die auf Hartz IV angewiesen sind, Anspruch auf eine dauerhafte Kostenübernahme von Nachhilfeunterricht haben.[97]
- San Francisco/Vereinigte Staaten: Die Wikimedia-Stiftung gibt bekannt, über 250 Benutzerkonten in der englischsprachigen Wikipedia gesperrt zu haben. Grund hierfür seien agierende Benutzer (Autoren), die mutmaßlich gegen Bezahlung Texte von Artikeln manipulierten.[98]
- Straßburg/Frankreich: Plenarsitzung des EU-Parlaments mit den Themen: Recycling von EU-registrierten Schiffen, Menschenrechte in der Sahelzone, organisiertes Verbrechen, Korruption und Geldwäsche, schärfere Kontrollen bei (Brust-)Implantaten und Prothesen, Übergabe des Sacharow-Preises von 1990 an Aung San Suu Kyi, Wissen über die Weltmeere 2020.[99]

### Mittwoch, 23. Oktober 2013
- Alpnachstad/Schweiz: Eine McDonnell Douglas F/A-18 der Schweizer Luftwaffe stürzt auf einem Übungsflug in eine Felsflanke des Lopper. Der Pilot und ein Passagier kommen ums Leben.[100]
- Baan Na Noi/Thailand: Bei einem Busunglück einer buddhistischen Reisegruppe sterben in der Provinz Lampang im Wang Nuea Distrikt mindestens 21 Menschen.[101]
- Heidelberg/Deutschland: Die Association of Science-Technology Center zeichnet den Künstler Dr. Gunther von Hagens für sein Lebenswerk aus.[102]
- London/England: George of Cambridge wird in der Kapelle des St James’s Palace getauft.[103]
- Mainz/Deutschland: Der Kammerpräsident Edgar Wilk von der Steuerberaterkammer Rheinland-Pfalz verkündet, dass Hinterbliebene die Beerdigungskosten unter Umständen von der Steuer absetzen können.[104]
- Moskau/Russland: Die russische Regierung verstößt gegen das von russischer Seite ratifizierte Seerechtsübereinkommen und verweigert die Zusammenarbeit mit dem Internationalen Seegerichtshof im Gerichtsverfahren wegen der Inhaftierung von Greenpeace-Aktivisten.[105]
- Quito/Ecuador: Die Policia Nacional sprengt die paramilitärische Organisation Los Urabeños und verhaftet 15 Mitglieder. Die Terroristen hatten in den vergangenen drei Jahren mindestens 50 Menschen getötet.[106]
- Schönefeld/Deutschland: Der Aufsichtsrat des Flughafens Berlin Brandenburg setzt den technischen Geschäftsführer Horst Amann ab und ernennt ihn zum Geschäftsführer der Tochtergesellschaft Flughafen Energie und Wasser GmbH.[107]
- Straßburg/Frankreich: Plenarsitzung Europaparlament mit Abstimmung zum EU-Haushalt 2014, Abstimmung zur Aussetzung des SWIFT-Abkommens mit den USA. Weitere Themen: Vorbereitung UN-Klimakonferenz in Warschau, Umweltaktionsprogramm der EU für die Zeit bis 2020, Boatpeople im Mittelmeer (Lampedusa), NSA-Spionageskandal, Lage auf den Malediven, Außenpolitik, inhaftierte Arctic Sunrise Greenpeace-Aktivisten in Russland,[108] (EuroparlTV).[109]
- Vatikanstadt: Papst Franziskus setzt vorübergehend Franz-Peter Tebartz-van Elst als Bischof von Limburg ab und ersetzt ihn durch den Stadtdekan Wiesbadens Wolfgang Rösch.[110]

### Donnerstag, 24. Oktober 2013
- Brüssel/Belgien: Gipfeltreffen des Europäischen Rates mit den Staats- und Regierungschefs zu den Themen Digitale Wirtschaft, Innovation und Dienstleistungen (Digitaler Binnenmarkt bis 2015, Vollendung Europäischer Forschungsraum); Förderung des Wachstums, der Beschäftigung und der Wettbewerbsfähigkeit Europas und Europäische Bankenunion.
- Ciudad Juárez/Mexiko: Bei einer Explosion einer Dulces Blueberry-Süßwarenfabrik werden mindestens 40 Menschen verletzt.[111]
- Nuuk/Grönland: Grönland vergibt erstmals eine umfangreiche Bergbaulizenz und lässt damit den Abbau von Eisenerz zu. Darüber hinaus hat das Parlament mit knapper Mehrheit das Förderverbot für die Ausbeutung radioaktiver Bodenschätze und den Seltenen Erden gekippt. Am Vortag haben bereits 400 Personen gegen den Uranabbau protestiert.[112]

### Freitag, 25. Oktober 2013
- Darmstadt/Deutschland: Die Schriftstellerin Sibylle Lewitscharoff wird mit dem Georg-Büchner-Preis ausgezeichnet.[113]
- Date/Japan: Ein Erdbeben der Stärke 7,3 erschüttert die Region Fukushima und die Behörden lösen eine Tsunami-Warnung aus.[114]
- Frankfurt am Main/Deutschland: Der Präsident und Geschäftsführer des SV Werder Bremen Klaus-Dieter Fischer wird vom Deutschen Fußball-Bund (DFB) mit der Goldenen DFB-Ehrennadel ausgezeichnet.[115]
- Prag/Tschechische Republik: Die zweitägige Wahl zum Abgeordnetenhaus beginnt.
- Suk Wadi Barada/Syrien: Bei einer Explosion einer Autobombe während eines Freitagsgebets vor einer Moschee werden mindestens 20 Menschen getötet.[116]
- Wiesbaden/Deutschland: Nach Angaben des Statistischen Bundesamtes waren im Jahr 2011 in Deutschland rund 13 Millionen Menschen armutsgefährdet und damit 16,1 % der Bevölkerung.[117]
- Zahedan/Iran: Bei einem bewaffneten Überfall auf einen Grenzposten in der Region Sistan und Belutschistan sterben durch Milizen der Dscheisch-Al-Adl-Gruppe 14 Soldaten.[118]

### Samstag, 26. Oktober 2013
- Altamira/Mexiko: Bei einem Gefängnisrevolte im Bundesstaat Tamaulipas sterben sieben Häftlinge.[119]
- Khāsh/Iran: Nach einem bewaffneten Überfall auf einen Grenzposten am Vortag in der Region Sistan und Belutschistan mit 14 Toten hängt die Regierung 16 inhaftierte Drogenschmuggler der Dscheisch-Al-Adl Gruppe.[120]

### Sonntag, 27. Oktober 2013

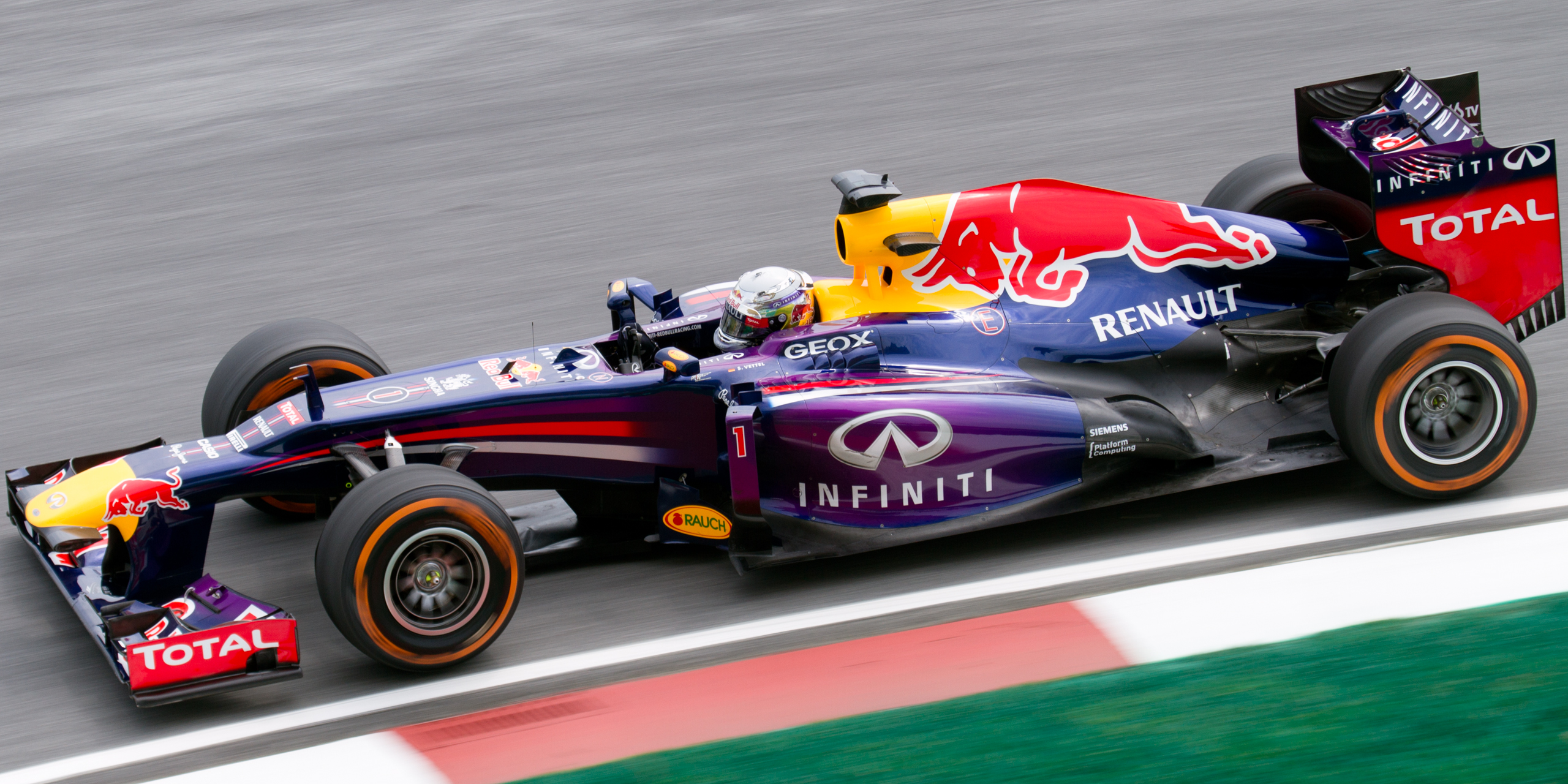
Vierfach-Weltmeister Sebastian Vettel

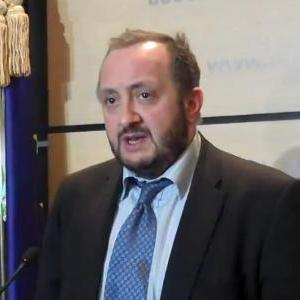
Giorgi Margwelaschwili

- Basel/Schweiz: Der Roman Carambole von Jens Steiner gewinnt den Schweizer Buchpreis.[121]
- Buenos Aires/Argentinien: Bei der Parlamentswahl in Argentinien 2013 kann das Regierungsbündnis trotz Verlusten seine Mehrheit in der Abgeordnetenkammer und im Senat verteidigen.[122]
- Greater Noida/Indien: Nach einem Sieg beim Großen Preis von Indien auf dem Buddh International Circuit gewinnt Sebastian Vettel zum vierten Mal in Folge den Weltmeisterschaftstitel.[123]
- Naw Abad/Afghanistan: Bei einer Explosion einer Landmine in der Provinz Ghazni sterben mindestens 18 Zivilisten in einem Kleinbus.[124]
- Patna/Indien: Bei einem Anschlag durch die Milizen-Gruppe Indian Mujahideen während einer Kundgebung des Bharatiya Janata Oppositionspolitikers Subramanian Swamy sterben fünf Menschen, 50 weitere werden verletzt.[125]
- Tiflis/Georgien: Die Präsidentschaftswahlen in Georgien 2013 gewinnt der georgische Politiker Giorgi Margwelaschwili.[126]

### Montag, 28. Oktober 2013
- Berlin/Deutschland: Das Orkantief Christian fordert mindestens sieben Tote.[127]
- Brunsbüttel/Deutschland: Beim Zusammenstoß des 100 Meter langen Frachters MS Siderfly und der 116 Meter langen MS Coral Ivory auf dem Nord-Ostsee-Kanal wird die unter der Flagge von St. Vincent fahrende Siderfly stark beschädigt.[128]
- Frankfurt am Main/Deutschland: Das DFB-Sportgericht entscheidet im Fall des „Phantomtores“ von Stefan Kießling gegen eine Wiederholung der Fußball-Bundesliga-Partie zwischen Bayer 04 Leverkusen und der TSG 1899 Hoffenheim.[129]
- Kiel/Deutschland: Oberbürgermeisterin Susanne Gaschke erklärt ihren Rücktritt.[130]
- London/Vereinigtes Königreich: Im Zusammenhang mit dem News-International-Skandal werden acht Personen, darunter die ehemalige Chefredakteurin Rebekah Brooks, David Camerons ehemaliger Pressesprecher Andy Coulson und die Editoren Greg Miskiw, Neville Thurlbeck und James Weatherup, vor dem Old Bailey angeklagt.[131]
- New York/Vereinigte Staaten: Der chinesische Starpianist Lang Lang wird von Ban Ki-moon zum UN-Botschafter des Friedens ernannt.[132]
- Peking/China: Bei einem Unfall vor dem Kaiserpalast in der Verbotenen Stadt werden fünf Menschen an der Jinshui-Brücke auf dem Tian’anmen-Platz getötet und 38 weitere verletzt.[133]

### Dienstag, 29. Oktober 2013
- Damaskus/Syrien: Nach 14 Jahren tritt bei 22 Kindern wieder die Polio-Erkrankung (Poliovirus Typ Eins) auf, teilt die Weltgesundheitsorganisation (WHO) mit.[134]
- Istanbul/Türkei: Der Eurasien-Tunnel unter dem Bosporus wird eröffnet.
- La Piedad/Mexiko: Bei Kämpfen zwischen den Kartellen „Tempelritter“, „Jalisco Nueva Generación“ und „Los Zetas“ sterben in der Region Michoacán mindestens fünf Menschen.[135]

### Mittwoch, 30. Oktober 2013
- Köln/Deutschland: Das Landgericht Köln verbietet mit einem Gerichtsbeschluss die DSL-Datenvolumendrosselung durch die Telekom bei ihren Kunden.[136]
- Umoja/Kenia: Beim Zusammenstoß eines Regionalzuges mit einem Bus sterben im Samburu County mindestens elf Menschen.[137]
- Wien/Österreich: Marcel Koller verlängert, trotz verpasster Qualifikation zur Fußballweltmeisterschaft 2014, seinen Vertrag als Trainer der Österreichischen Fußballnationalmannschaft um weitere zwei Jahre bis 2015.[138]

### Donnerstag, 31. Oktober 2013
- Bangkok/Thailand: Mit einer Großdemonstration gegen ein Amnestiegesetz setzen monatelange Unruhen in Bangkok ein.
- Den Haag/Niederlande: Syrien hat laut der Organisation für das Verbot von Chemiewaffen (OPCW) alle Produktionsanlagen für C-Waffen vernichtet.[139]
- Palermo/Italien: Die Behörden sprengen einen Kinderhändlerring aus einem Netzwerk ehemaliger Elitesoldaten und Laryssa Moskalenko, der ukrainischen Seglerin und Olympiadritten von 1988.[140][141]
- Ruisui/Taiwan: Ein Erdbeben der Stärke 6,6 auf der Richterskala erschüttert den Landkreis Hualien.[142]
- Tomasica/Bosnien und Herzegowina: Das bosnische Vermissteninstitut entdeckt in einem Massengrab in der Provinz Opština Überreste von rund 360 Opfern des Bosnienkrieges.[143]
- Wiesbaden/Deutschland: Die Großstädte Augsburg, Bonn, Bremen, Chemnitz, Düsseldorf, Erfurt, Frankfurt am Main, Gelsenkirchen, Hannover, Koblenz, Leipzig, Lübeck, Ludwigshafen am Rhein, Offenbach am Main, Potsdam, Stuttgart und Wiesbaden wollen ein nächtliches Verkaufs- und Konsumverbot von alkoholischen Getränken außerhalb von Bars, Kneipen und Restaurants einführen.[144]

## Weblinks

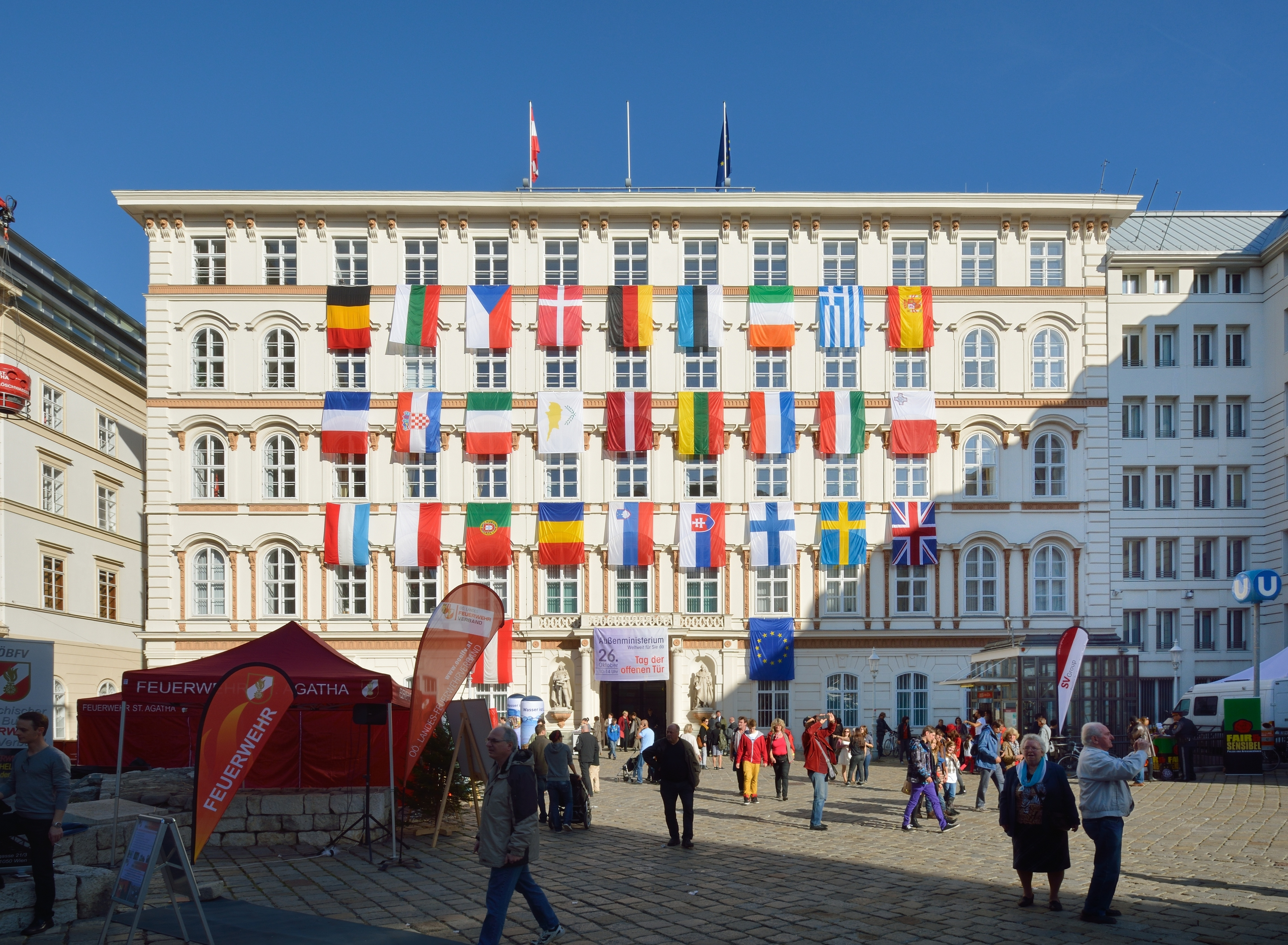
Wien im Oktober 2013